# Christopher Cazenove

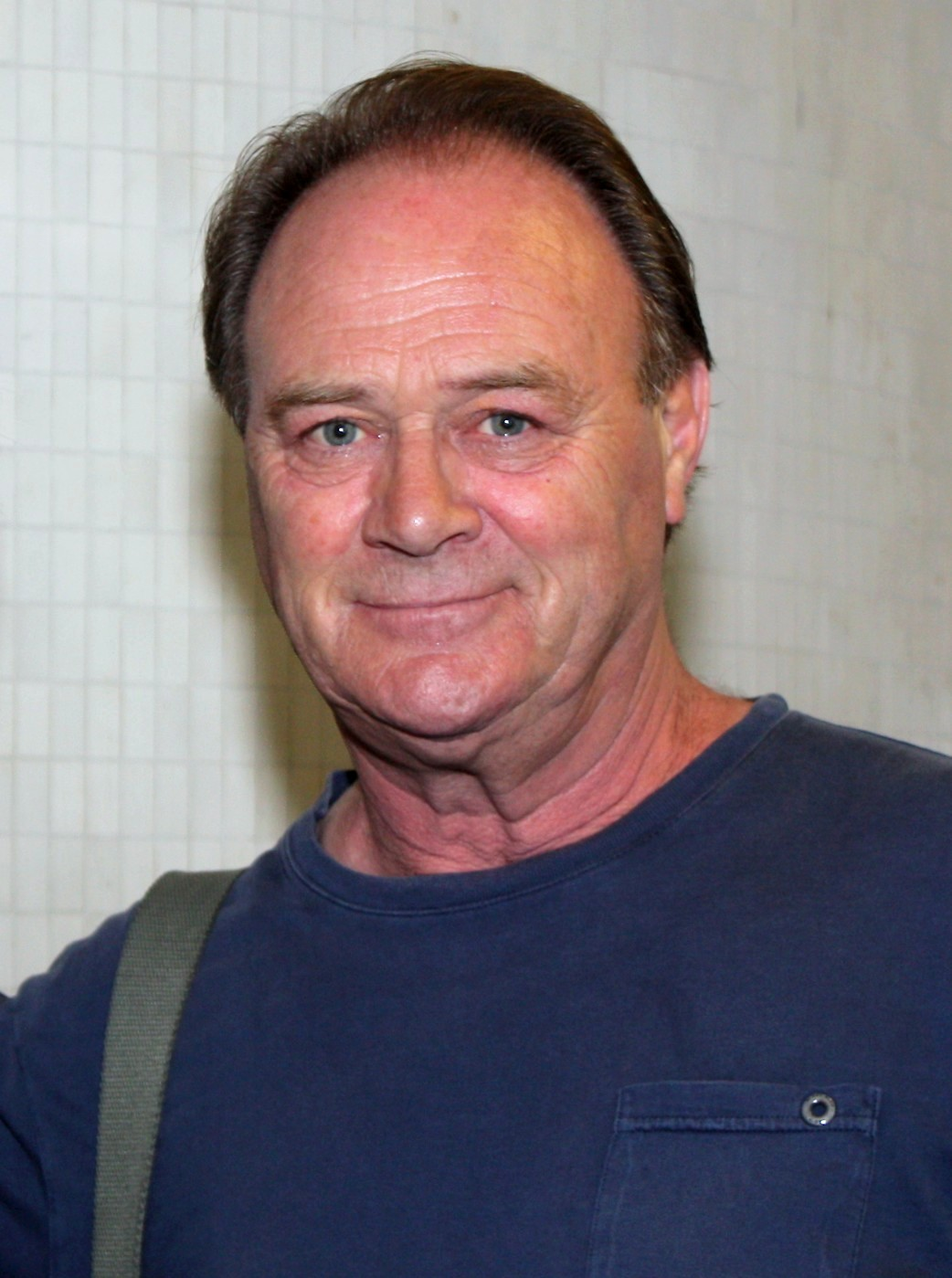
Christopher Cazenove im September 2009

Christopher Cazenove (* 17. Dezember 1943 in Winchester, Hampshire, England; † 7. April 2010 in London) war ein britischer Schauspieler.

## Leben und Arbeit
Cazenove wuchs in der britischen Grafschaft Hampshire auf. Nach dem Schulbesuch an den Privatschulen Dargon School und Eton College und dem Studium an der Universität Oxford wandte er sich der Schauspielerei zu.
1970 debütierte er als Fernsehschauspieler in einer Filmadaption von William Shakespeares Julius Caesar. In den folgenden Jahren wirkte er überwiegend in Fernsehproduktionen mit. Seine bekannteste Rolle war die des Ben Carrington in der amerikanischen Soap-Opera Der Denver-Clan, die er knapp zwei Jahre lang, 1986 und 1987, spielte.
Cazenove starb am 7. April 2010 an den Folgen einer Blutvergiftung.

## Familie
Cazenove war von 1973 bis 1994 mit der Schauspielerin Angharad Rees verheiratet. Aus der Ehe gingen zwei Söhne hervor, Linford (1974–1999) und Rhys (* 1976). Linford kam bei einem Autounfall auf der M11 in Essex ums Leben. Seine Lebensgefährtin Isabel Davies war bis zu seinem Tode an seiner Seite.

## Filmografie (Auswahl)
- 1970: Julius Caesar
- 1970: Ein Mädchen in der Suppe (There's a Girl in My Soup)
- 1976–1977: Das Hotel in der Duke Street (The Duchess of Duke Street, Fernsehserie, 15 Folgen)
- 1977: Verlorene Liebe (East of Elephant Rock)
- 1979: Die letzte Offensive (Zulu Dawn)
- 1980: Gefrier-Schocker (Hammer House of Horror, Fernsehserie, eine Folge)
- 1981: Aus einem fernen Land (From a Far Country)
- 1981: Die Nadel (Eye of the Needle)
- 1981: Lady Killers (Fernsehserie, eine Folge)
- 1981: Lou Grant (Fernsehserie, 1 Folge)
- 1982: Der verhängnisvolle Brief (The Letter, Fernsehfilm)
- 1983: Hitze und Staub (Heat and Dust)
- 1984: Liebe ohne Ausweg (Until September)
- 1985: Mata Hari
- 1986–1987: Der Denver-Clan (Dynasty, Fernsehserie, 35 Folgen)
- 1988: Im Schatten der Götter (Windmills of the Gods, Fernsehfilm)
- 1988: Und die Tränen vergehen im Regen (Tears in the Rain, Fernsehfilm)
- 1989: Gefährdete Liebe (The Lady and the Highwayman, Fernsehfilm)
- 1990: Drei Männer und eine kleine Lady (3 Men and a Little Lady)
- 1992: …und griffen nach den Sternen (To Be the Best, Fernsehfilm)
- 1992: Die Asse der stählernen Adler (Aces: Iron Eagle III)
- 1996: Ein tödlicher Coup (Dead Man's Island, Fernsehfilm)
- 1996: Geschichten aus der Gruft (Tales from the Crypt, Fernsehserie, eine Folge)
- 1997: Nash Bridges (Fernsehserie, 1 Folge)
- 2000: Bei Berührung Tod (Contaminated Man)
- 2001: Ritter aus Leidenschaft (A Knight’s Tale)
- 2004: Lady Musketier – Alle für Eine (La Femme Musketeer)
- 2004: Charmed – Zauberhafte Hexen (Charmed, Fernsehserie, eine Folge)
- 2009: Hotel Babylon (Fernsehserie, eine Folge)